# 베스트만란드주

베스트만란드 주의 문장

베스트만란드 주의 위치

베스트만란드주(스웨덴어: Västmanlands län)는 스웨덴 중부에 위치한 주로 주도는 베스테로스이며 면적은 6,302km2, 인구는 252,819명(2011년 기준)이다. 남쪽으로는 쇠데르만란드주, 서쪽으로는 외레브로주, 북쪽으로는 예블레보리주와 달라르나주, 동쪽으로는 웁살라주와 접한다.

## 자치시

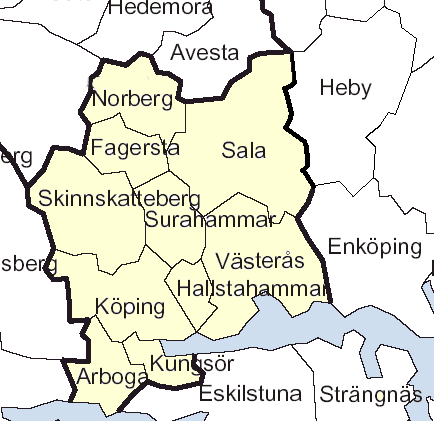
베스트만란드 주의 자치시

베스트만란드주는 11개 자치시로 구성되어 있다.
- 아르보가시 (Arboga)
- 파게르스타시 (Fagersta)
- 할스타함마르시 (Hallstahammar)
- 쿵쇠르시 (Kungsör)
- 셰핑시 (Köping)
- 노르베리시 (Norberg)
- 살라시 (Sala)
- 신스카테베리시 (Skinnskatteberg)
- 수라함마르시 (Surahammar)
- 베스테로스시 (Västerås)